# Elwood Cooke
Elwood Thomas Cooke (Ogden, 5 luglio 1913 – Apopka, 16 aprile 2004) è stato un tennista statunitense.
È stato sposato con la tennista Sarah Palfrey per un breve periodo.

## Carriera
Ottiene i risultati migliori nel 1939, in quella stagione ha infatti raggiunto quattro finali Slam vincendone due. La carriera è stata tuttavia condizionata dallo scoppio della seconda guerra mondiale che ha interrotto lo svolgimento della maggior parte dei tornei per diversi anni.
Agli Internazionali di Francia 1939 raggiunge la semifinale del singolare venendo sconfitto da Don McNeill mentre nel doppio misto riesce a conquistare il titolo in coppia con la futura moglie, Sarah Palfrey.
Pochi mesi dopo a Londra si fa strada fino alla finale del singolare eliminando tra gli altri l'inglese Bunny Austin con una vittoria schiacciante nei quarti di finale. L'incontro decisivo si conclude al quinto set con la vittoria del connazionale Bobby Riggs, i due inoltre partecipano anche alla finale del doppio maschile superando la coppia britannica formata da Charles Hare e Frank Wilde.
Nell'ultimo Slam stagionale gioca la finale del doppio misto insieme a Sarah Palfrey ma vengono sconfitti da Alice Marble e Harry Hopman.

## Finali del Grande Slam

### Singolare

#### Finali perse (1)
| Anno | Torneo            | Superficie | Avversario in finale | Risultato               |
| 1939 | Wimbledon, Londra | Erba       | Bobby Riggs          | 2-6, 8-6, 3-6, 6-3, 6-2 |

### Doppio maschile

#### Vittorie (1)
| Anno | Torneo            | Superficie | Compagno    | Avversari in finale      | Risultato          |
| 1939 | Wimbledon, Londra | Erba       | Bobby Riggs | Charles Hare Frank Wilde | 6-3, 3-6, 6-3, 9-7 |

### Doppio misto

#### Vittorie (1)
| Anno | Torneo                            | Superficie  | Compagno      | Avversari in finale                        | Risultato     |
| 1939 | Internazionali di Francia, Parigi | Terra rossa | Sarah Palfrey | Simone Passemard Mathieu Franjo Kukuljevic | 4-6, 6-1, 7-5 |

#### Finali perse (1)
| Anno | Torneo                                | Superficie | Compagno      | Avversari in finale       | Risultato |
| 1939 | U.S. National Championships, New York | Erba       | Sarah Palfrey | Alice Marble Harry Hopman | 9-7, 6-1  |